# Städtischer Friedhof (Görlitz)
Der Städtische Friedhof ist der größte Friedhof in der Stadt Görlitz. Er liegt im Norden der Stadt, wurde 1847 angelegt und seitdem mehrfach erweitert. Die Friedhofsanlage untergliedert sich in zwei Teile – den Neuen und den Alten Friedhof.

## Lage
Der Städtische Friedhof erstreckt sich mit Alten und Neuen Friedhof zwischen den Stadtteilen Königshufen im Norden und der Nikolaivorstadt im Süden. Der Alte Friedhof schließt sich nördlich an den Nikolaifriedhof und den Ölberggarten an und reicht bis an die Gartenanlage bei Königshufen. Er befindet sich zwischen Friedhofstraße im Westen und Ziegeleiweg im Osten. Überquert man die Friedhofstraße aus dem nordwestlichen Ausgang kommend, gelangt man in den westlich gelegenen Neuen Friedhof. Dieser liegt zwischen Friedhofstraße im Osten und Königshufen. Im Süden, Westen und Norden wird der Friedhof durch die Gleisanlagen der Straßenbahn begrenzt.

## Geschichte

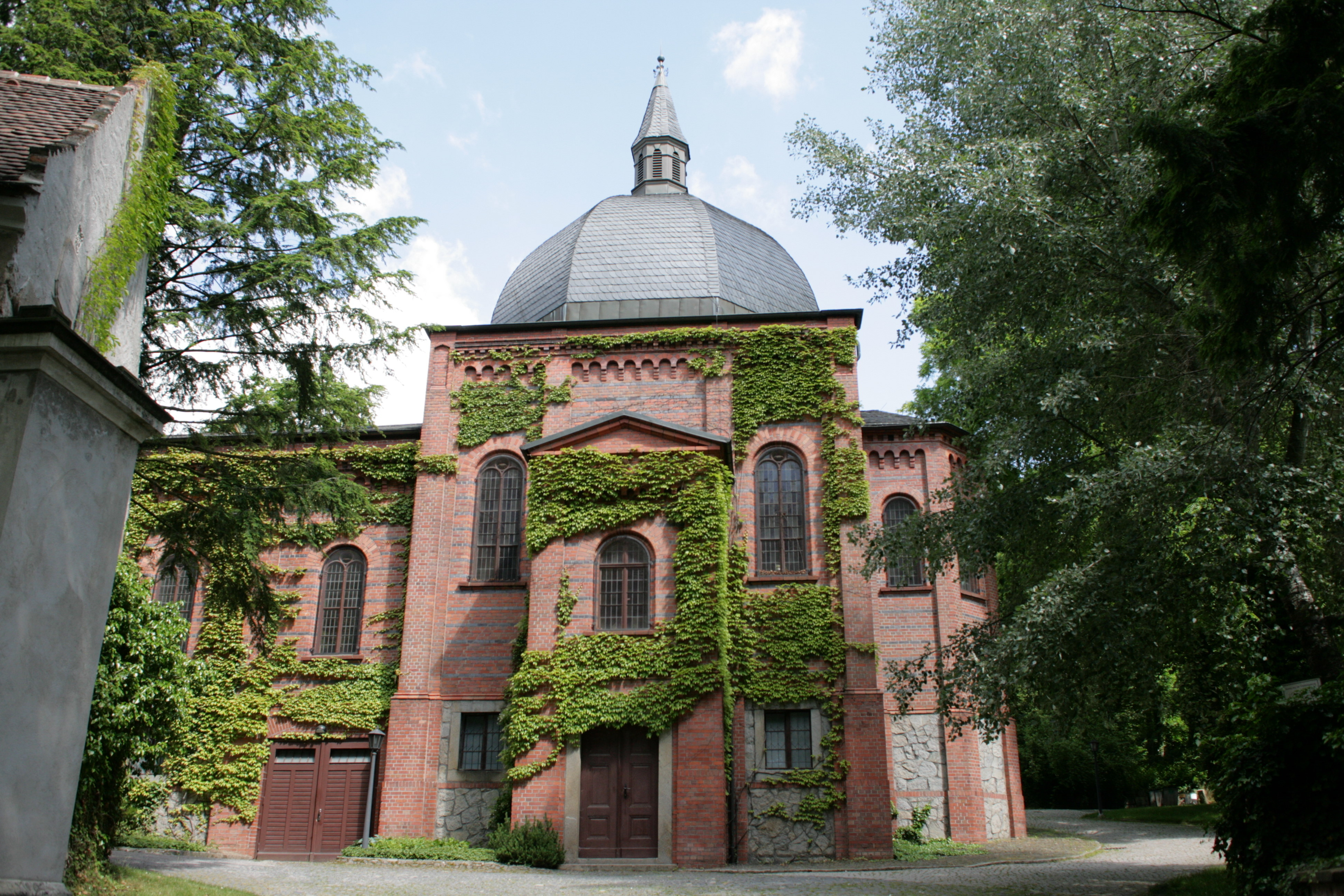
Alte Feierhalle

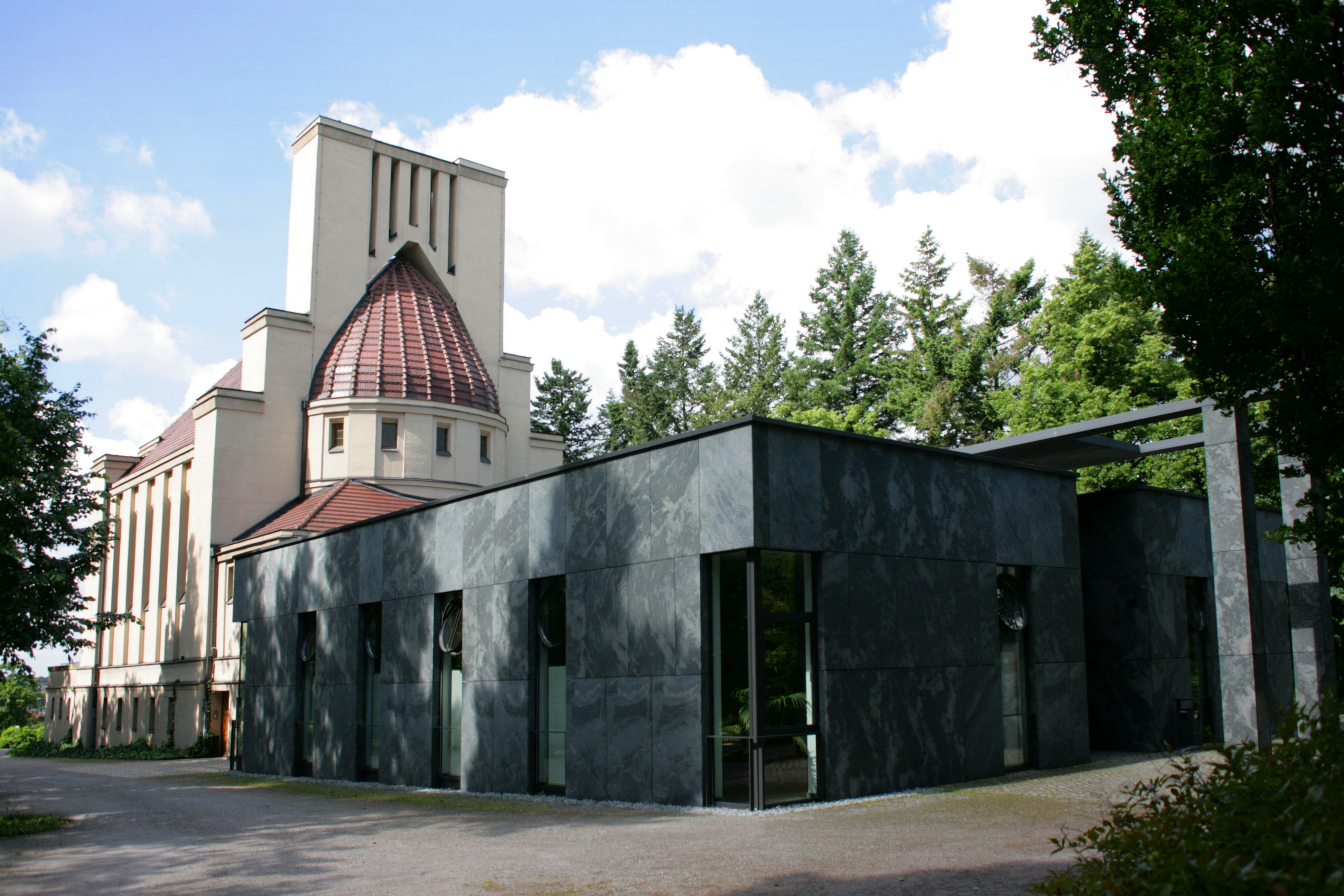
Krematorium mit Anbau aus dem Jahr 2003

Nachdem der Nikolaifriedhof der wachsenden Stadt Mitte des 19. Jahrhunderts nicht mehr genügte, legte die Stadt nördlich des Nikolaifriedhofs den neuen Friedhof an. Die Anlage wurde 1847 fertiggestellt. Die erste Grabstelle auf dem Friedhof fand der ehemalige Görlitzer Oberbürgermeister Gottlob Ludwig Demiani. Er starb 1846 und wurde übergangsweise bis zur Fertigstellung der neuen Friedhofsanlage an anderer Stelle beigesetzt. 1874 wurde die Alte Feierhalle eingeweiht. Im Jahr 1913 entstand nach dem Entwurf von Heinrich Küster das Krematorium am südlichen Ende des Friedhofs am Übergang zum Ölberggarten. Der Friedhof wurde 1858, 1880, 1913 und zuletzt 1945 erweitert. Im Jahr 1983 wurde ein Teil des Neuen Friedhofs teilentwidmet.

## Friedhofsanlage
Die Friedhofsanlage erstreckt sich über eine Gesamtfläche von 28 Hektar. Entlang der Hauptwege und an der Außenmauer befinden sich zahlreiche prunkvolle Familiengrabstätten. Bis zum Anfang des 20. Jahrhunderts fanden Begräbnisse hauptsächlich als Erdbestattungen statt. Nach dem Inkrafttreten des preußischen Gesetzes über die Feuerbestattung im Jahr 1911 nahm die Feuerbestattung zu. Mittlerweile finden 90 Prozent der Begräbnisse als Urnenbegräbnis statt. Im Jahr 1968 schuf man mit dem sogenannten Rosenbeet auch eine Möglichkeit anonymer Urnenbeisetzungen. Heute dient es als Gemeinschaftsgrabanlage mit Namensnennung. Auch die historische Friedhofsmauer wird in die Gemeinschaftsgrabanlage einbezogen. Auch Baumbestattungen sind in einem waldähnlichen Gelände möglich.
Historisch bedeutende Grabstellen der Oberbürgermeister sowie bekannter Persönlichkeiten aus Wirtschaft, Kunst und Kultur werden erhalten. Der Abnahme der Einwohnerzahl der Stadt führten auch zu Umgestaltungen größerer Friedhofsteile. Weite Teile wurden in parkähnliche Anlagen umgestaltet. In einigen eingeebneten Grabfeldern entwickelte sich eine artenreiche Tier- und Pflanzenwelt. Durch gezielte Anpflanzungen wachsen heute wieder einheimische Orchideen, wilde Schlüsselblumen, Türkenbundlilien und Salomonsiegel. Pirol, Nachtigall, Fledermaus und Waldkauz sind einige Tiere, die im Friedhof ihr Zuhause gefunden haben.

## Kriegsdenkmale

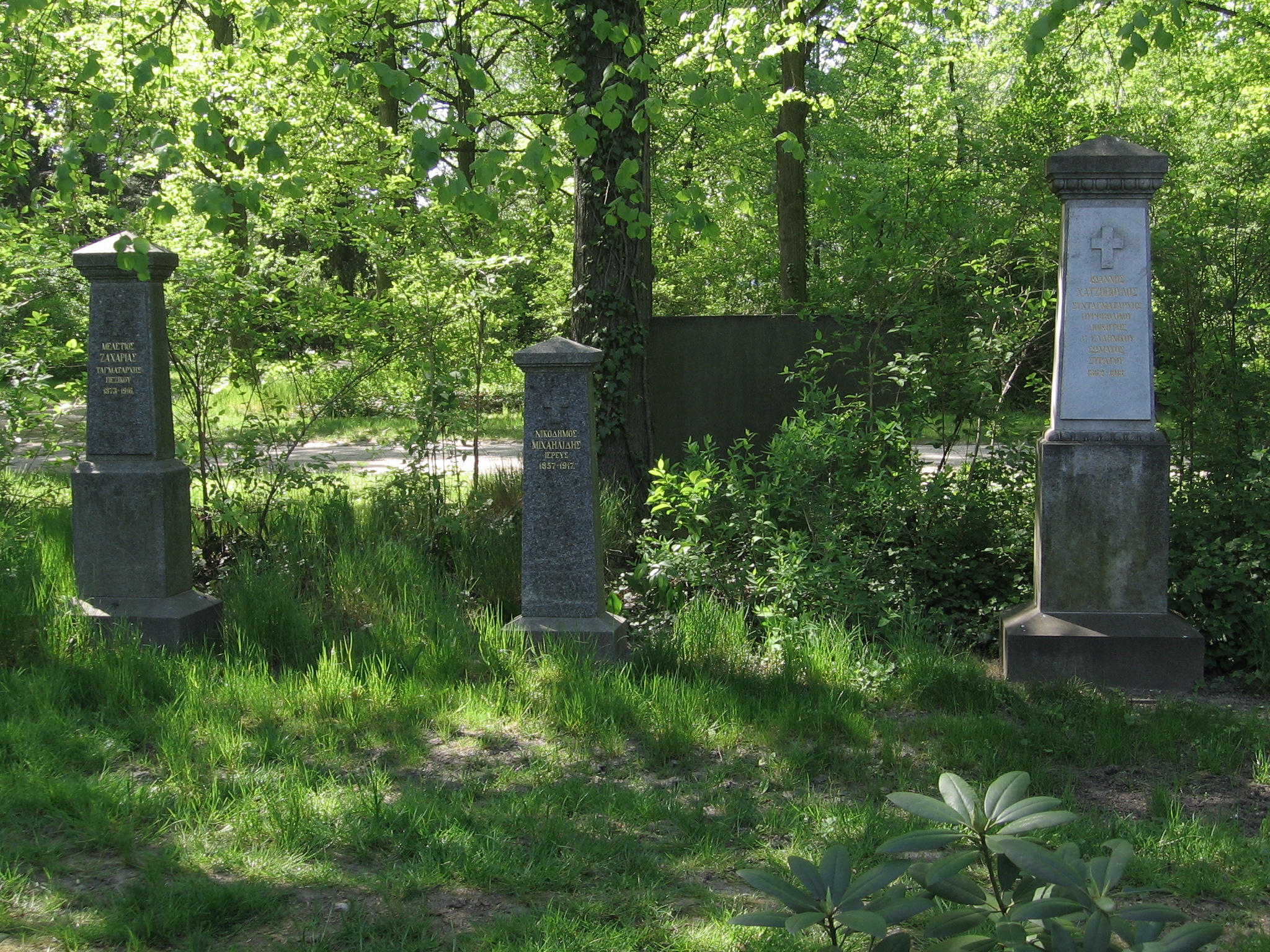
Gräber griechischer Soldaten

Auf dem städtischen Friedhof finden sich auch Kriegsgräberanlagen. Auch griechische Soldaten fanden auf dem Friedhof ihre letzte Ruhe. Sie fielen jedoch nicht im Krieg, sondern hauptsächlich der Spanischen Grippe zum Opfer. Während des Ersten Weltkriegs waren etwa 6500 griechische Soldaten des 4. Armeekorps in Görlitz interniert.

### Denkmal für die Gefallenen des Deutschen Krieges und des Deutsch-Französischen Krieges
Die viereckige, sich nach oben verjüngende Säule steht auf einem vierstufigen Podest und erinnert an die Gefallenen Görlitzer während des Deutschen und des Deutsch-Französischen Krieges. An den vier Ecken des Weges um das Kriegerdenkmal erinnert jeweils ein steinernes Denkmal mit einer Bronzeplatte an 144 preußische, 9 französische, 4 sächsische und 34 österreichische Krieger, die hier beigesetzt sind.

### Denkmal für die Gefallenen des Ersten Weltkrieges
Abseits des Hauptweges des Neuen Friedhofes stellte die Stadt 1926 den wuchtigen vierseitigen Quader mit einer mittigen Feuerschale als Denkmal für die während des Ersten Weltkrieges gefallenen Soldaten auf. Am 30. Mai 1926 wurde das vom örtlichen Kriegerverein finanzierte Denkmal in die Obhut der Stadt übergeben. Es wurde nach einem Entwurf der Görlitzer Architekten Keidel und Pantke vom Friedhofsbildhauer Däunert geschaffen.

### Denkmal für die Opfer des Kapp-Putsches
Das Mahnmal erinnert an die Opfer des Kapp-Putsches 1920. Die Inschrift lautet: „14. – 17. 3. 1920 Ruhm und Ehre den Kämpfern gegen Kapp und Faupel“. An den beiden Tafeln, die die mittlere Tafel flankieren, werden die Namen der sechs Opfer in der Stadt genannt: Adolf Raschke, Josef Rother, Oskar Thal, Gustav Nitsche, Klara Prüfer geb. Pietsch und Minna Sturm. Es entstand 1929 am nördlichen Ende des Neuen Friedhofs.

### Denkmal für die Gefallenen des Zweiten Weltkrieges
Zum 50. Jahrestag des Kriegsendes wurde am Nordostende des Neuen Friedhofs ein Denkmal für die Gefallenen deutschen Soldaten des Zweiten Weltkrieges aufgestellt. Der Eichenstamm, aus dem das Holzkreuz gefertigt wurde, stammt von einem Baum, der von einem Blitz und während des Krieges von Granatsplittern getroffen wurde. Hinterbliebene der Kriegsopfer ermöglichten durch Spenden die Aufstellung des Mahnmals. Es entstand erst 1995.

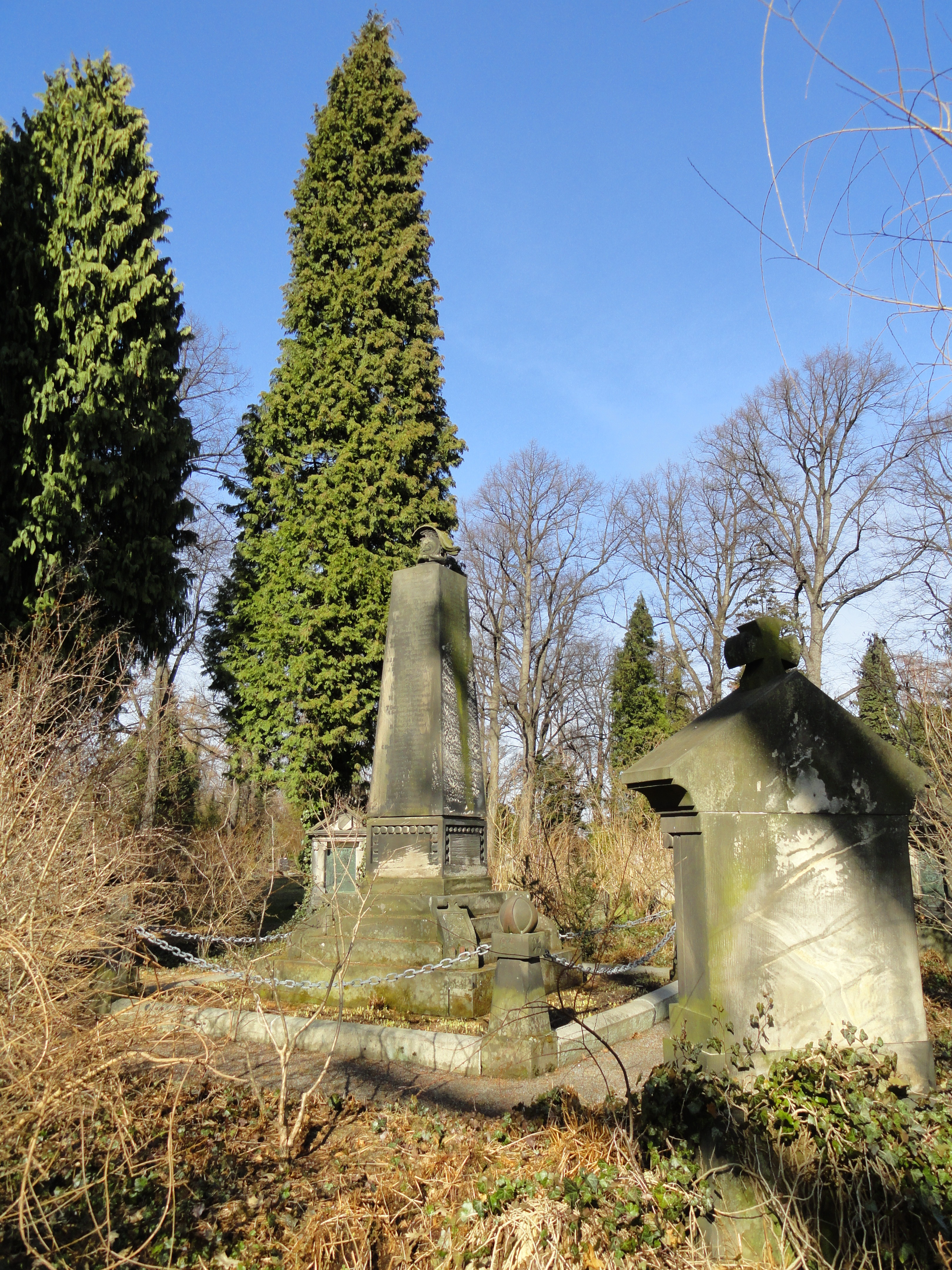
Denkmal für die Gefallenen des Deutschen Krieges und des Deutsch-Französischen Krieges
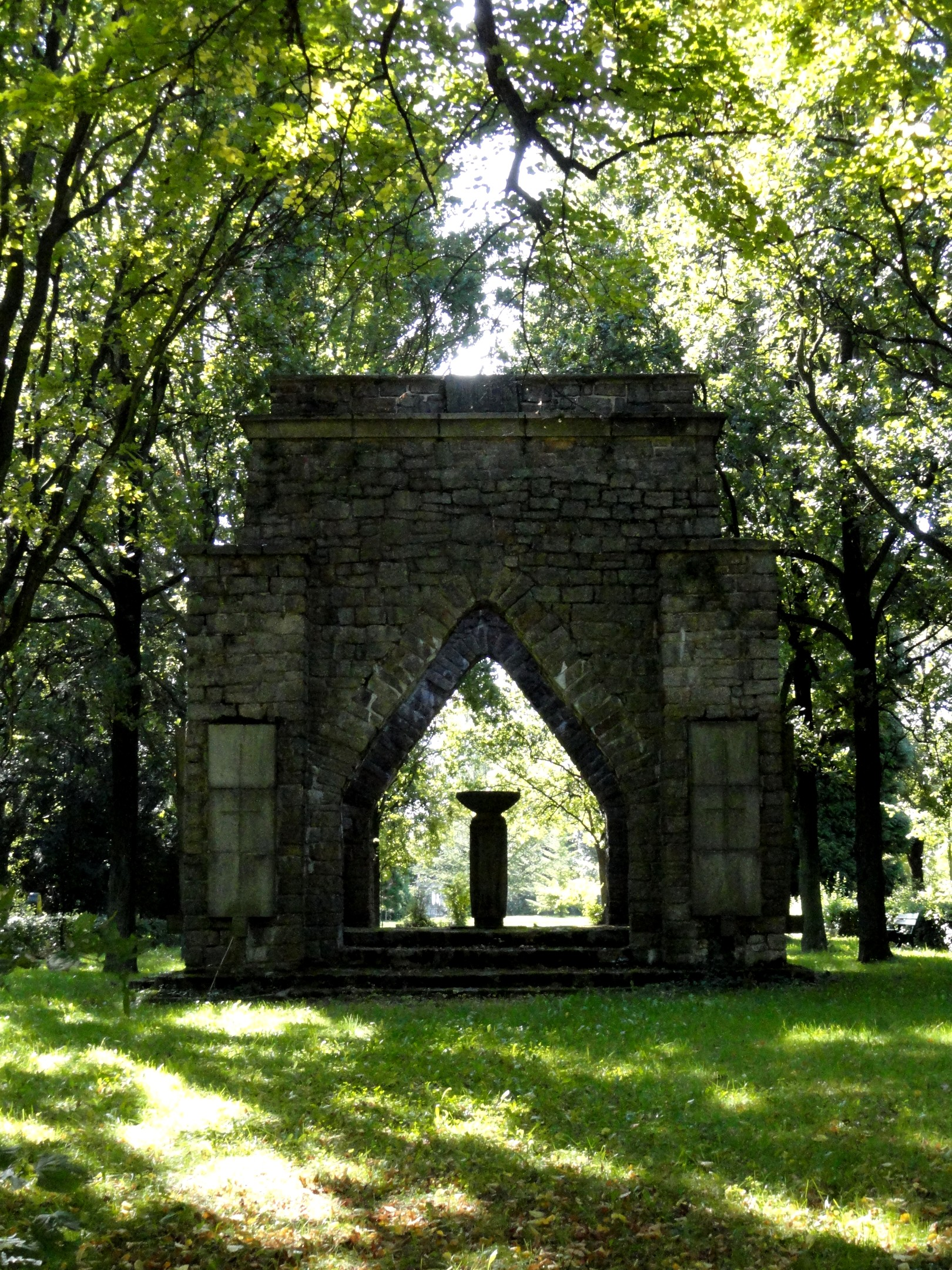
Denkmal für die Gefallenen des Ersten Weltkrieges
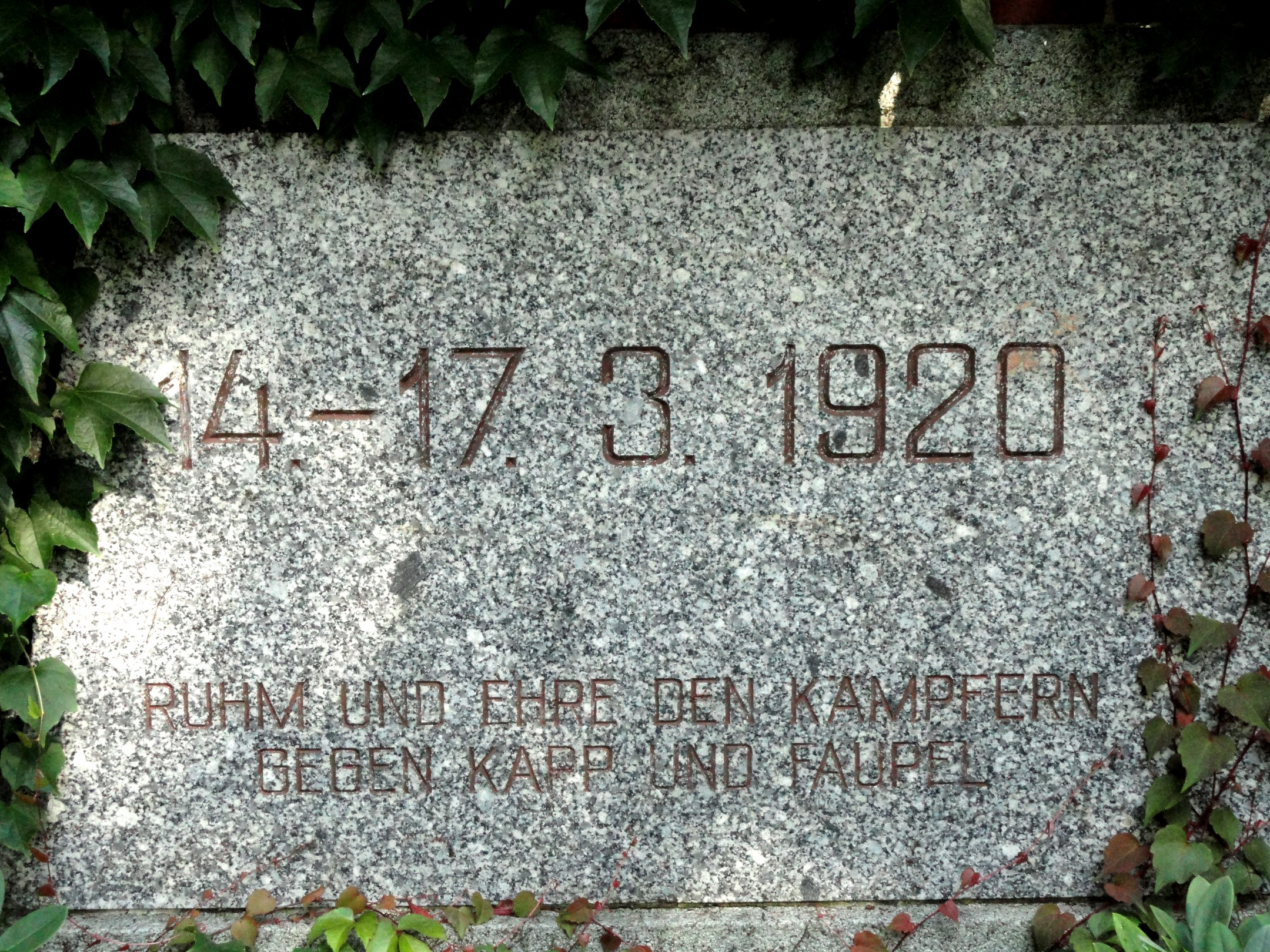
Mittlere Tafel des Kapp-Putsch-Denkmals
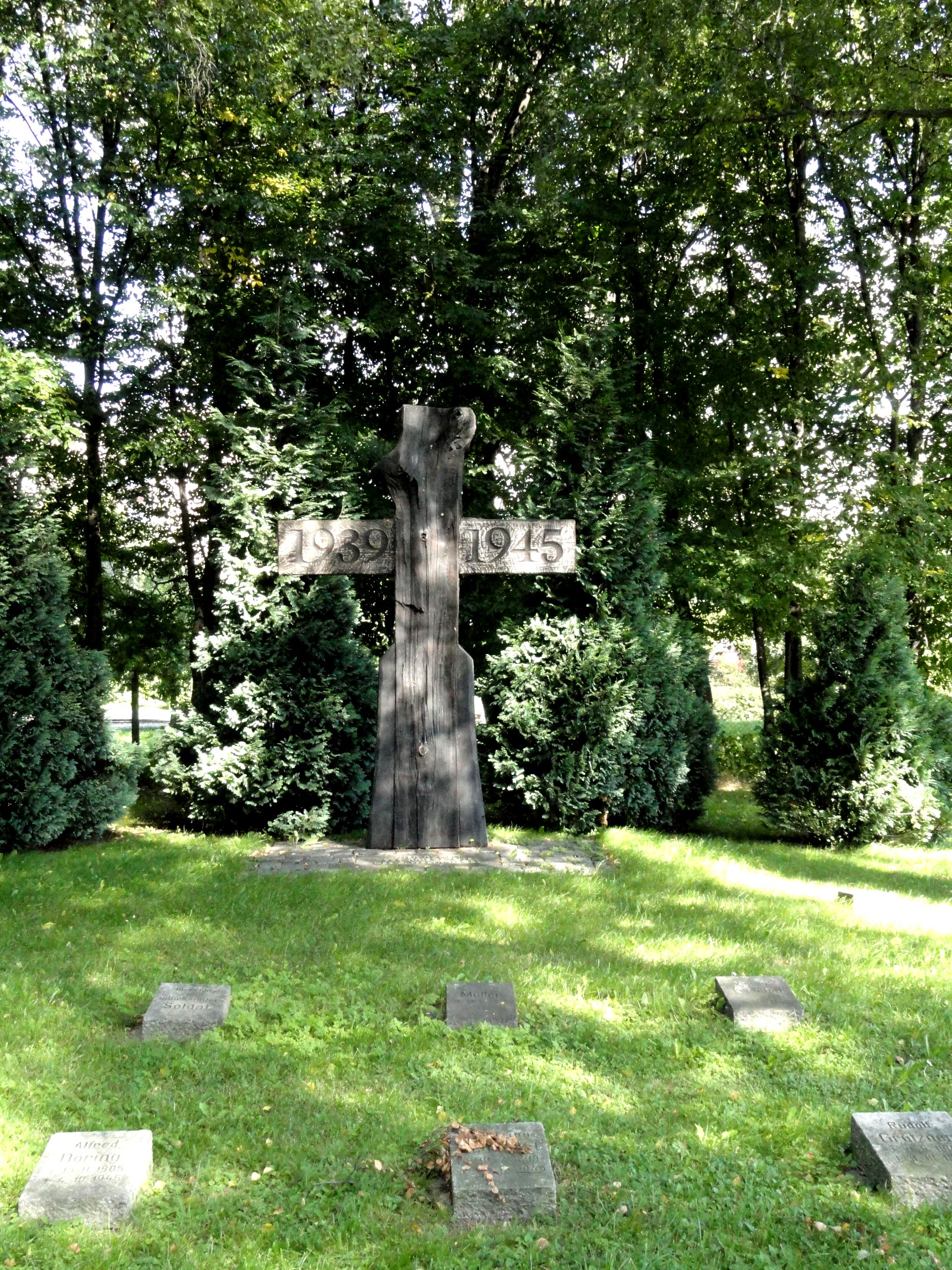
Denkmal für die Gefallenen des Zweiten Weltkrieges

## Sanierungen durch die „Altstadtmillion“
Zwischen 2000 und 2016 wurden aus Mitteln der „Altstadtmillion“ durch die Altstadtstiftung Görlitz zahlreiche Sanierungs- und Erfassungsmaßnahmen auf dem Friedhof durchgeführt. Diese umfassten sowohl Sanierungen einzelner Grabstellen (etwa von Johann Christoph Lüders, Richard Jecht und Fritz Neumann-Hegenberg) als auch die Instandsetzung und teilweise Wiederherstellung der Friedhofsmauern und die Erstellung einer Quellensammlung und mehrere Schutzguterfassungen.

## Auf dem Friedhof beigesetzte Persönlichkeiten

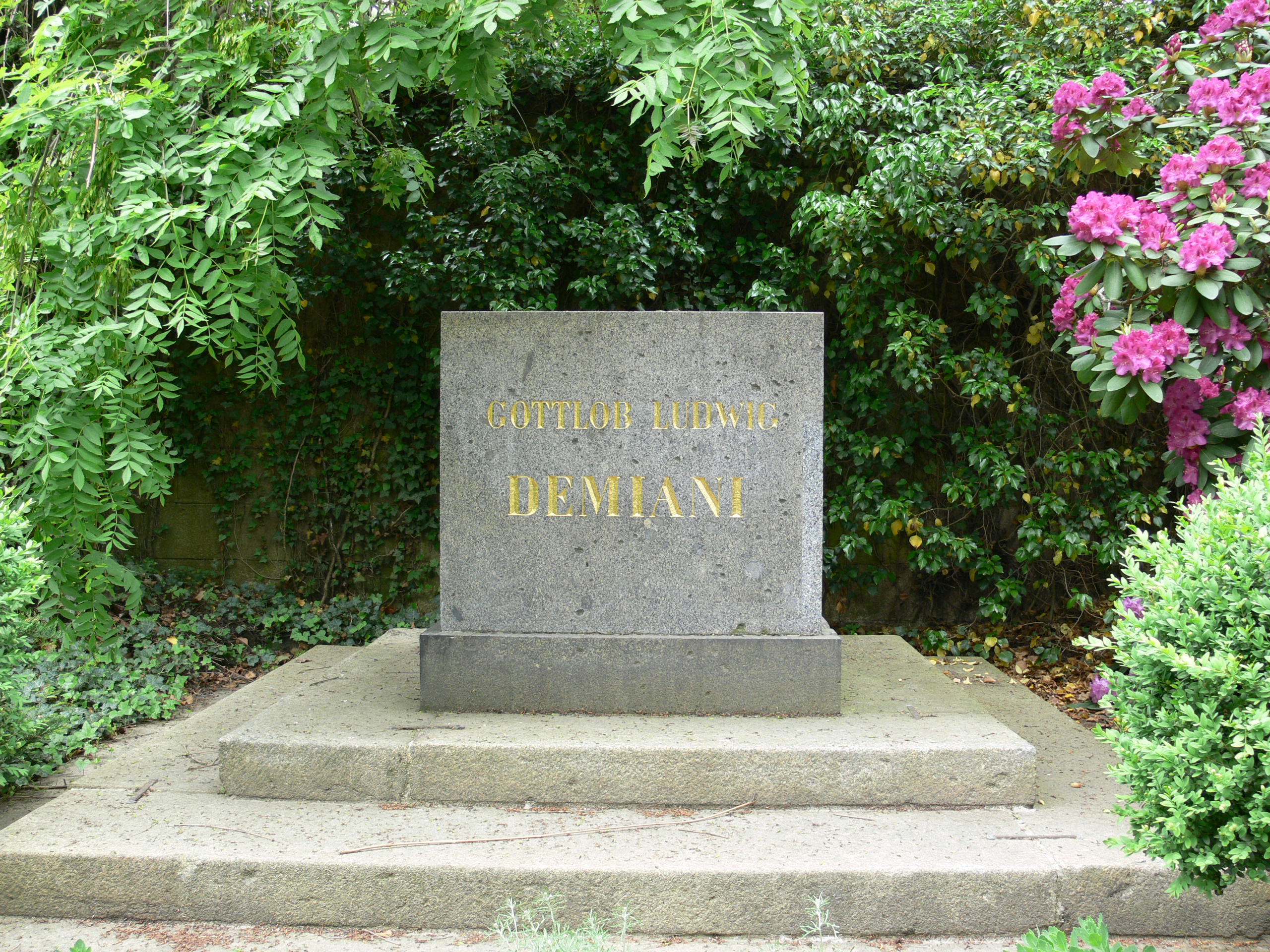
Grabstätte des Oberbürgermeisters Gottlob Ludwig Demiani

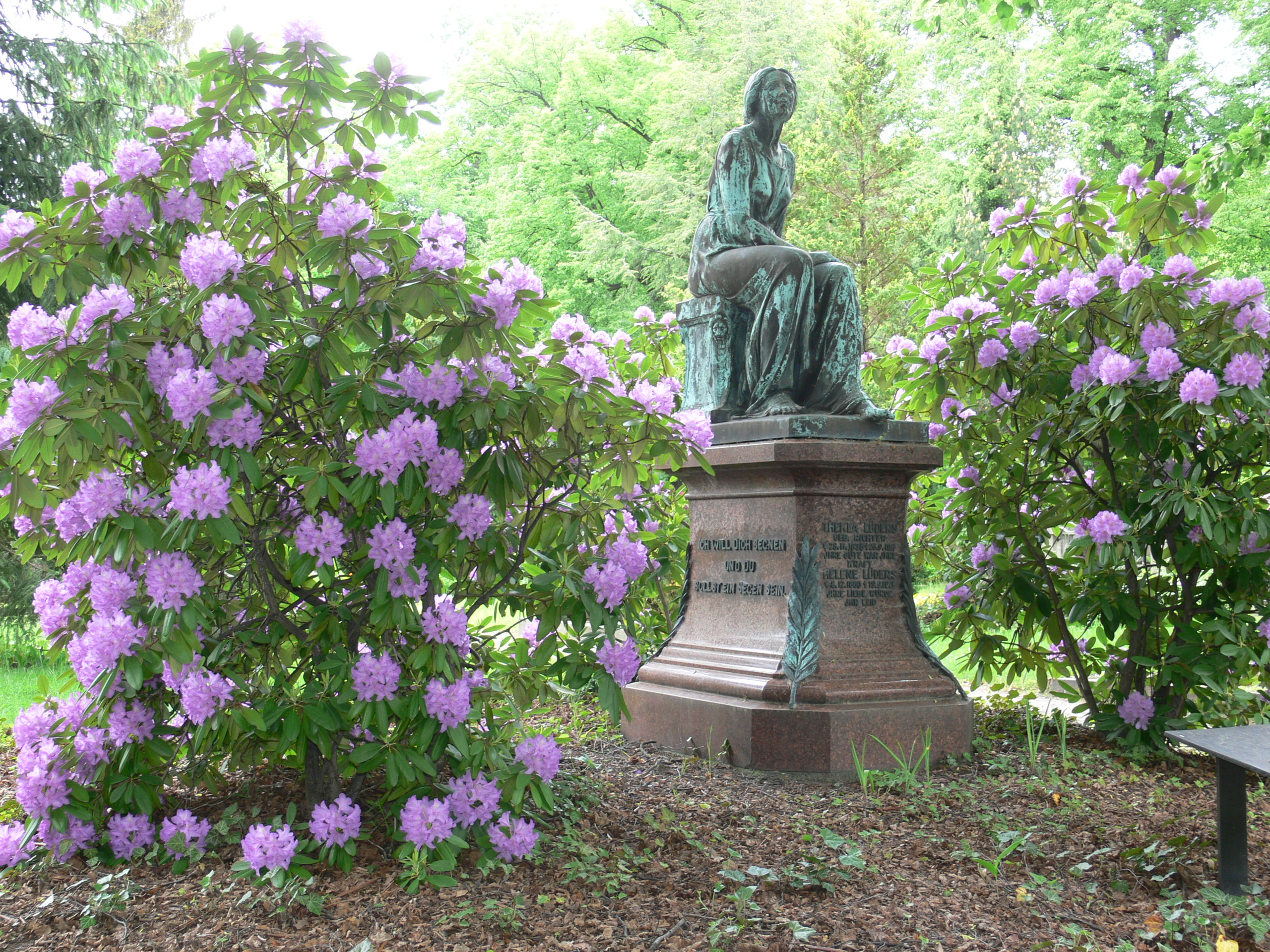
Familiengrabstätte der Familie Lüders

Bekannte auf dem Friedhof beigesetzte Persönlichkeiten sind:
- Paul Büchtemann (* 21. September 1851; † 5. Oktober 1914)
- Gottlob Ludwig Demiani (* 22. April 1786; † 5. Juli 1846)
- Alfred Fehler (* 26. Juli 1879; † 13. August 1945)
- Johannes Gobbin  (* 12. Dezember 1833; † 3. Februar 1881)
- Karl Gustav Henneberg (* 19. November 1847; † 15. Dezember 1918)
- Minna Herzlieb (* 22. Mai 1789; † 10. Juli 1865)
- Richard Jecht  (* 4. September 1858; † 25. Juli 1945)
- Gottlob Jochmann (* 11. März 1799; † 19. Mai 1856)
- Christoph Lüders (* 12. Juli 1803; † 26. August 1872)
- Fritz Neumann-Hegenberg (* 14. Februar 1884; † 1. August 1924)
- Kurt Prenzel  (* 21. April 1900; † 17. November 1976)
- Clemens Reichert (* 29. Dezember 1829; † 29. November 1893)
- Hugo Sattig (* 12. Februar 1807; † 16. Juni 1884)
- Georg Snay (* 27. April 1862; † 3. Dezember 1930)
- Kurt Steffelbauer (* 16. Februar 1890; † 21. Mai 1942)
- Hermann Steudner (* 1. September 1832; † 10. April 1863)
- Otto Straßburg (* 18. Januar 1862; † 22. Mai 1941)
- Paul Taubadel (* 29. Oktober 1875; † 2. März 1937)
- Georg Wiesner (* 7. April 1884; † 21. März 1931)
- Johannes Wüsten (* 4. Oktober 1896; † 26. April 1943)